# Petit menhir du Champ de la Garde
Le Petit menhir du Champ de la Garde est un menhir situé à Cholet  dans le département français de Maine-et-Loire.

## Protection
L'édifice est inscrit au titre des monuments historiques par arrêté du 6 janvier 1976.

## Description
Le menhir mesure 3 m de hauteur. Il est de forme prismatique mesurant 1,70 m dans sa plus grande largeur (face sud-est) avec un sommet arrondi. C'est une dalle de granite gris à mica noir et gros cristaux d'orthose, de provenance locale. Selon des dessins anciens, il existait autrefois à environ 1 m à l'est du menhir un bloc cubique de 1 m de haut dont la surface supérieure était légèrement excavée.
Son nom de Pierre à huile fait référence soit à d’anciennes pratiques d'onctions de la pierre, soit par dérision au Grand menhir de la Garde, aussi appelé Pierre à vinaigre qui était situé, avant son déplacement, à environ 300 m au nord-est.